# Коттские Альпы (римская провинция)
Коттские Альпы (лат. Alpes Cottiae) — провинция Римской империи, одна из трёх небольших провинций, спрятавшихся в Альпах на границе современных Франции и Италии. Основным назначением этих провинций было поддержание в порядке дорог через альпийские перевалы. Коттские Альпы граничили с Нарбонской Галлией на западе, Приморскими Альпами на юге, Италией на востоке и Пенинскими Альпами на севере.
Провинция получила название по имени лигурийского царя Коттия, правившего в этих краях в начале I в. до н. э., чьи владения были включены в состав римского государства императором Октавианом Августом. Вначале Коттий, которому был предоставлен римский титул префекта, а вслед за ним его сын, носивший романизованное имя Марк Юлий Коттий, удерживали власть на правах клиентов Рима, но после смерти последнего царя в 63 году, для управления провинцией стали назначать прокураторов, избираемых из всаднического сословия. Столицей провинции был город Сегузий (лат. Segusium) (современная Суза в Пьемонте). После реформ императора Диоклетиана, провинция Коттские Альпы была соединена с соседней провинцией Приморские Альпы. Между 554 и 568 годами, после войны византийцев с готами, окончившейся покорением Италии греками, была восстановлена провинция Коттские Альпы. Павел Диакон, описывавший италийские провинции эпохи вторжения лангобардов, упоминает и Коттские Альпы:
«Пятая провинция зовется Котийские Альпы, которые зовутся так по королю Котте, жившем во время Нерона. Она простирается на юго-восток от Лигурии до моря тирренов, на западе же достигает галльской границы. В ней находятся Аквы 22, где есть горячие источники, Дертона, монастырь Бобиум, затем города Генуя и Саона.»
По всей видимости, Коттские Альпы входили в состав одного из четырёх византийских дукатов, созданных на севере.
Поселения на территории Коттских Альп:
- Оцелум (лат. Ocelum, совр. фр. Lesseau)
- Сегузий (лат. Segusium, совр. Суза), столица
- Сцингомагус (лат. Scingomagus, совр. итал. Exilles)
- Цезао (лат. Caesao, совр. итал. Cesana Torinese)

В римский период столица управлялась дуумвирами, а главным жрецом был фламин Августа.